# Симполития
Симполити́я (др.-греч. συμπολιτεία, дословно — «общее гражданство») — в Древней Греции объединение двух или более первоначально отдельных населённых пунктов в общий полис. Этот термин спорадически упоминается в литературных источниках и особенно в надписях. В древних документах используется термин симполития, прежде всего тогда, когда отдельные поселения продолжали существовать обособленно и не было основано общего центра поселения (синойкизма). Во многих случаях одно из поселений было явно доминирующим. Граждане сохраняли гражданство собственного поселения, но при этом дополнительно становились гражданами союза. Симполитию следует отличать от койнона, в котором несколько политических единиц образовывали федеративное государство, и исополитии, при которой граждане нескольких полисов были юридически равны друг другу, но при этом сохраняли собственное гражданство.